# Микронезија
Микронезија (  — „мали”, νησί — „острво”) је једна од три географске и културне целине у Океанији, поред Меланезије и Полинезије. 
Састоји се од 2.500 острва на простору од 8 милиона квадратних километара у северном Тихом океану између Хаваја, Јапана, Филипина и Папуа Нове Гвинеје. Ова регија се састоји углавном од ниских коралних атола и мањег броја виших вулканских острва. 
Укупан број становника је око 200.000. 

## Политичка подела
Острва Микронезије су подељена на осам земаља или територија. 
Средишња група острва, позната и као Каролинска острва, чине Савезне Државе Микронезије које се састоје из четири државе чланице: Јап, Чук, Понпеј и Косрај.
Западно од Савезне Државе Микронезије, а такође у склопу Каролинских острва, је Република Палау. 
Северно су острво Гвам и Северна Маријанска острва која су протекторат САД-а. 
Источно се налазе Маршалска острва. 
Југоисточно су државе Науру и Кирибати (раније познати под именом острва Гилберт и Феникс).
На крају, мало и изоловано острво Вејк које припада територији САД.

## Историја
Једина организована држава пре доласка Европљана постојала је на острву Јап.
У 19. веку острва су подељена тако да су Кирибати припали Великој Британији, САД је владала острвом Гвам, а Немачка је владала свим осталим острвима. 
После Првог светског рата, немачки поседи су подељени тако да је Аустралија преузела управљање Науруом, а Јапан је завладао осталим острвима. Када је Јапан поражен у Другом светском рату, све ове територије су постале територије под старатељством Уједињених нација, а фактички и под влашћу САД. 
Данас су сва острва независне државе осим острва Гвам, Вејк и Северних Маријанских острва.

## Култура
Језици који се говоре на острвима Микронезије углавном припадају аустронезијској језичкој породици, од којих већина микронежанској грани. Званични језик на свим територијама је енглески. Доминантне религије су римокатоличка и протестантска.
Велика удаљеност међу острвима учинила је да су културе и обичаји веома разнолики. Заједничка црта је јака породична и клановска организација. Популарна је усмена књижевност и карактеристична локална музика. 
Од економије, значајна је пољопривреда: банане, кокос, хлебно дрво, као и таро и јам (врсте кромпира).